# William Henry Bragg
Sir William Henry Bragg (2. července 1862, Westward u Wigtonu, hrabství Cumbria – 10. března 1942, Londýn) byl britský fyzik, zakladatel rentgenové strukturní analýzy a rentgenové spektroskopie. Společně se svým synem Williamem Lawrencem obdrželi Nobelovu cenu za fyziku 1915.

## Život
W.H.Bragg se narodil jako syn farmáře ve Westwardu v anglickém hrabství Cumberland. Vystudoval matematiku na Trinity College v Cambridgi a krátce pracoval v Cavedishově laboratoři, významném výzkumném pracovišti. V roce 1885 odjel do Austrálie, kde působil jako profesor matematiky a fyziky na univerzitě v Adelaide. Zabýval se problémy radioaktivity. V roce 1889 se oženil s Gwendoline Toddovou, dcerou astronoma a meteorologa Sira Charlese Todda. Měli spolu dceru a dva syny. Syn William Lawrence se stal fyzikem a spolupracovníkem svého otce. Mladší syn Robert padl v roce 1915 v bitvě o Galipoli.
Koncem roku 1908 se vrátil do Anglie a do roku 1915 byl profesorem fyziky na univerzitě v Leedsu. Zabýval se výzkumem struktury krystalů pomocí rentgenového záření. Za tím účelem spolu se svým synem vyvinuli rentgenový spektrometr vlastní konstrukce. Jejich práce byla oceněna Nobelovou cenou za fyziku, kterou získali společně v r. 1915. Během 1. světové války se W. H. Bragg podílel na vývoji sonarů pro ponorky ve funkci ředitele výzkumného střediska královského námořnictva.
Od roku 1915 působil na University College v Londýně, kde pokračoval ve své práci na analýze krystalů. V roce 1923 byl jmenován profesorem chemie v Královském institutu (Royal Institution) a ředitelem Faradayovy laboratoře. V letech 1935 – 1940 byl prezidentem Královské společnosti. William Henry Bragg zemřel náhle 12. března 1942 v Londýně.

## Dílo

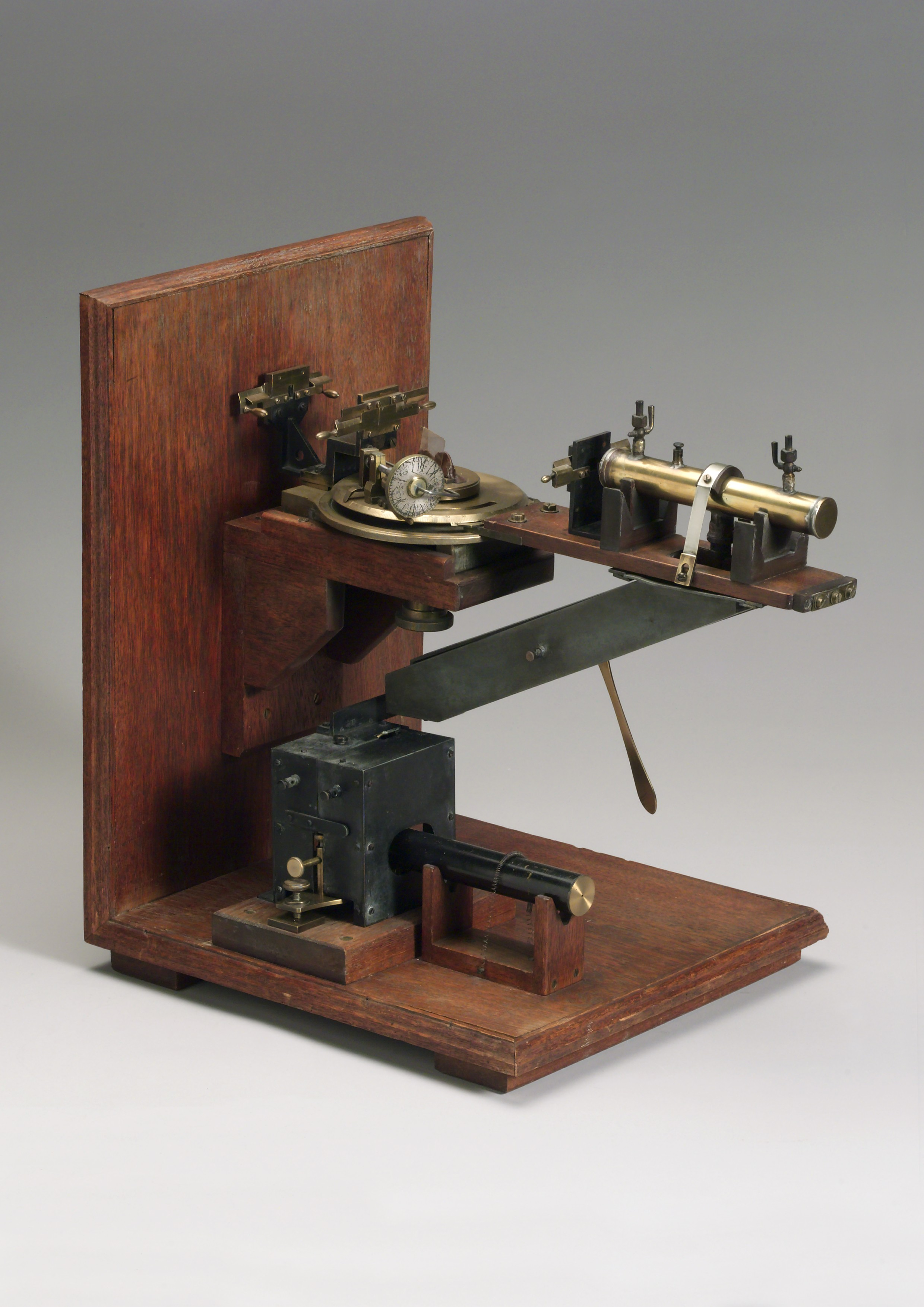
Braggův spektrometr paprsků X

Zabýval se zejména pohlcováním a ionizací radioaktivního záření v závislosti na vzdálenosti od zdroje záření, schopností materiálů brzdit elektrony a rentgenové záření v závislosti od atomového čísla materiálu (tzv. Braggův-Grayův vztah), které dlouho považoval za proud částic. Podal novou interpretaci rentgenogramů (lauegramů) Maxe von Laueho. Spolu se synem Lawrencem roku 1913 vyvinuli metodu otočného krystalu na určovaní krystalové struktury pomocí rentgenového záření a na měření vlnových (spektrálních) délek v elektronových spektrech prvků, jako jednu z metod analytické chemie. Metoda umožnila zjištění krystalových struktur mnoha anorganických látek např. diamantu, či soli kamenné, a mnoha dalších. Také ale struktury organických látek, například Deoxyribonukleové kyseliny (DNA) a četných dalších komplexních sloučenin, včetně určení jejich kvantitativních podílů ve vzorku. Za tento objev dostali roku 1915 Nobelovu cenu za fyziku. Ucelenou přednášku k udělení ceny přednesl W. H. Bragg v květnu 1916 a publikoval v sborníku Institute of Metals.
Ve dvacátých letech patřil mezi skupinu prestižních fyziků, například na Solvayově konferenci v Bruselu 1922, kde se projednávaly otázky vlastností elektronů a fotonů.

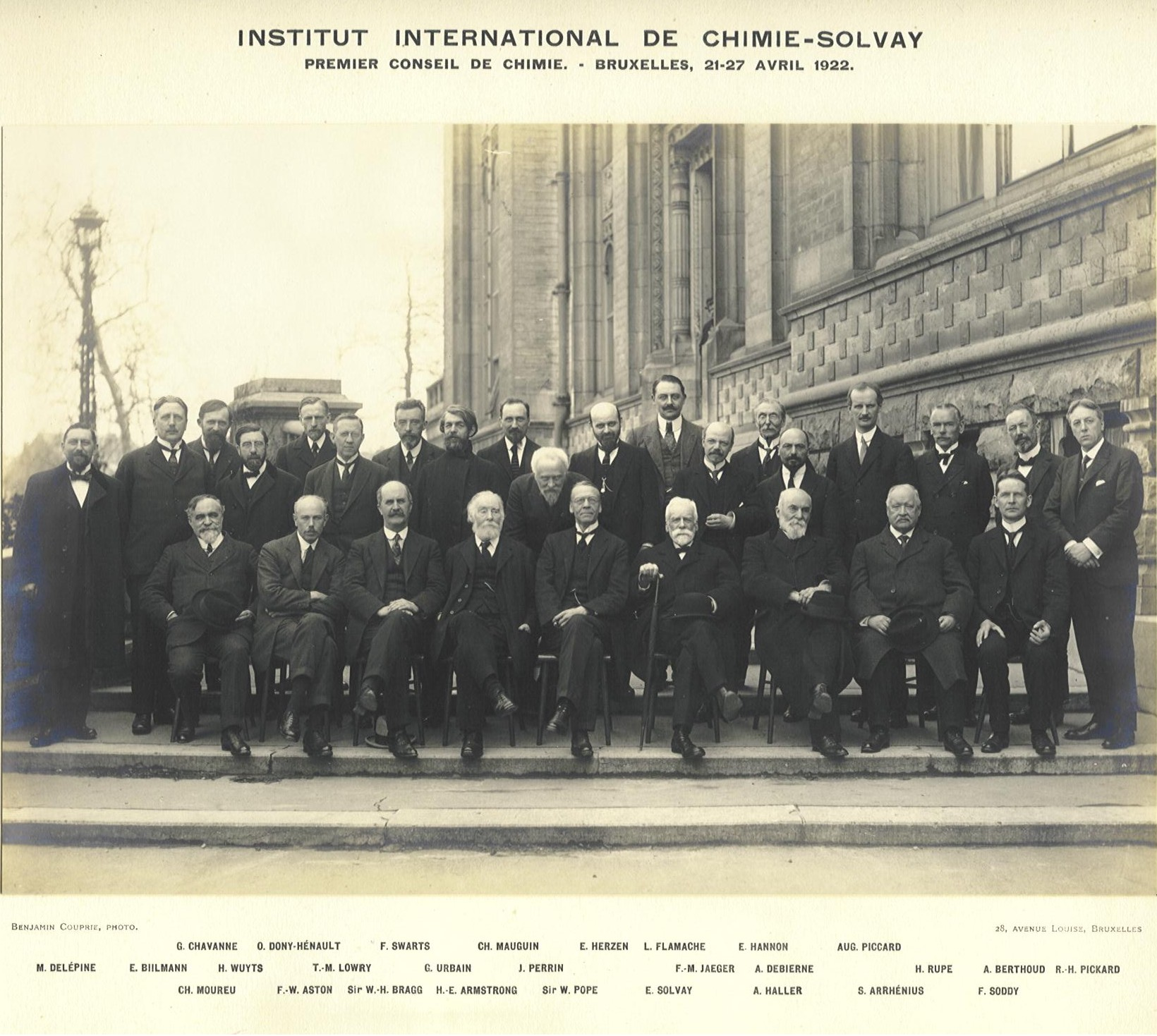
Účastníci Solvayovy konference 1922

V roce 1962 byla udělena Nobelova cena za objev molekulové struktury DNA trojicí M. Wilkins, F. Crick a J. Watson pomocí rentgenové difrakční analýzy, jejíž základy objevili otec a syn Braggové.
W. H. Bragg napsal řadu článků, například Studies in radioactivity, X-rays and crystal structure (spolu se synem),The world of sound, Concerning the nature of things, Old trades and new knowledge, The universe of light.